# Mochlosoma adustum
Mochlosoma adustum là một loài ruồi trong họ Tachinidae.